# Лојд C
Лојд C је фамилија извиђачких авиона коришћених у Првом светском рату у војне сврхе. Име Lloyd му потиче од имена произвођача (Ungarische Lloyd Flugzeug und Motorenfabrik A.G. Budapest). Ова породица авиона обухвата авионе од Лојд C.I до Лојд C.V. Авиони су коришћени за извиђање, бомбардовање и обуку пилота.

## Пројектовање и развој
Авион Лојд B је пројектован и направљен пред сам Први светски рат. У току рата од њега је настала војна верзија Лојд C.I која је перманентно усавршавана тако да је настала породица од 5 авиона (од C.I до C.V).

## Технички опис
Труп му је правоугаоног попречног пресека, дрвене конструкције са две отворене кабине. Пилот је био у задњој кабини, посматрач - у предњој. Носачи мотора, крила и стајног трапа су направљени од челичних цеви. Предњи део трупа у коме се налази мотор је прекриван алуминијумским лимом а остали део трупа импрегнираним платном.
Ови авиони су користили као моторе линијске течношћу хлађене моторе Austro-Daimler AD6 распона снага од 150 до 185KS на чијим вратилима су биле насађене дрвена двокраке вучне елисе фиксног корака.
Конструкција крила је дрвена пресвучена импрегнираним платном. Крилца за управљање авионом су се налазила само на горњим крилима. Предња ивица крила код ових авиона је имала благи стреласти облик. Типови авиона C.I, C.II и C.III су имали по два пара упорница са сваке стране крила које су биле управне на крила. Код типова авиона C.IV и C.V упорнице су биле у облику латиничног слова V и тиме је смањен број жица затезача које праве аеродинамички отпор при лету авиона. Троугласти вертикални и хоризонтални стабилизатори као и кормила правца и висине су направљени од челичних цеви пресвучени платном.
Стајни трап је био класичан, фиксан са крутом осовином и бицикл точковима. Амортизација удара при слетању авиона се обављала помоћу гумених каишева а на репном делу се налазила еластична дрвена дрљача.
Типови авиона C.I и C.II нису били наоружани, док су C.III, C.IV и C.V су били наоружани митраљезима калибра 7,62 mm. C.III и C.IV су имала по један митраљез док је C.V могао да буде наоружан једним или са два митраљеза.

## Варијанте
- Лојд  - са мотором  или , 1915. год.
- Лојд  - са мотором  или , 1915. год.
- Лојд  - са мотором , 1916. год.
- Лојд  - са мотором , 1916. год.
- Лојд  - са мотором Austro-Daimler AD6 185 KS, 1917. год.

## Оперативно коришћење
Направљено је око 500 авиона Лојд C свих типова и били су прилично раширени, посебно у првој половини рата, као извиђачки авиони и бомбардери. Од 1917. надаље нису више испуњавали захтеве фронта и углавном су се користили само за обуку пилота.
У новембру 1918. пољске трупе су заробиле 10 авиона Лојд C.II. Укључени су у пољску авијацију и коришћени за извиђање и обуку посада све до првих месеци 1920. године, када су повучени из службе због дотрајалости.

## Технички подаци
Технички подаци у табели су добијени из следећих извора
| Величине                 | Lloyd B             | Lloyd C.I           | Lloyd C.II          | Lloyd C.III         | Lloyd C.IV          | Lloyd C.V         |             |
| ------------------------ | ------------------- | ------------------- | ------------------- | ------------------- | ------------------- | ----------------- | ----------- |
| Година првог лета        | 1914.               | 1914.               | 1915.               | 1916.               | 1916.               | 1917.             |             |
| Конструктор              |                     | Tibor Melczer       | Tibor Melczer       | Tibor Melczer       |                     |                   |             |
| Посада                   | 2                   | 2                   | 2                   | 2                   | 2                   | 2                 |             |
| Дужина                   | 8,90 m              | 8,90 m              | 9,00 m              | 9,00 m              | 8,80 m              | 7,22 m            |             |
| Размах горњег крила      | 14,40 m             | 14,40 m             | 14,60 m             | 14,60 m             | 14,50 m             | 11,20 m           |             |
| Размах доње крила        | 13,80 m             | 13,80 m             | 13,80 m             | 13,80 m             | 13,70 m             | 11,00 m           |             |
| Висина авиона            | 3,15 m              | 3,15 m              | 3,20 m              | 3,20 m              | 3,18 m              | 3,00 m            |             |
| Површина крила           | 40,70 m²            | 39,4 m²             | 37,56 m²            | 37,56 m²            | 37 m²               | 27,63 m²          |             |
| Маса празног авиона      | 810 kg              | 880 kg              | 980 kg              | 920 kg              | 890 kg              | 800 kg            |             |
| Полетна маса авиона      | 1060 kg             | 1250 kg             | 1310 kg             | 1300 kg             | 1200 kg             | 1125 kg           |             |
| Резервоар горива         |                     |                     |                     | 260 l               |                     |                   |             |
| Максимална брзина        | 150 km/h            | 140 km/h            | 150 km/h            | 133 km/h            | 140 km/h            | 170 km/h          |             |
| Плафон лета              | 6170                | 3800 m              | 4300 m              | 4300 m              | 4200 m              | 4500 m            |             |
| Време подизања на 1000 m |                     |                     | 6 min               | 6,12 min            | 4,3 min             |                   |             |
| Долет                    | 600 km              | 700 km              | 800 km              | 800 km              | 800 km              | 800 km            |             |
| Трајање лета             |                     |                     |                     |                     | 5:30 h              | 5:30 h            |             |
| Погон                    | Austro-Daimler AD 6 | Austro-Daimler AD 6 | Austro-Daimler AD 6 | Austro-Daimler AD 6 | Austro-Daimler AD 6 | Benz Bz IV        |             |
| Снага мотора             | 103kW/140KS         | 107kW/145KS         | 107kW/145KS         | 118kW/160KS         | 118kW/160KS         | 162kW/220KS       | 162kW/220KS |
| Наоружање                | без                 | без                 | без                 | 1 х MG 7,62 mm      | 1 х MG 7,62 mm      | 1 /2 х MG 7,62 mm |             |

## Земље које су користиле овај авион
- Аустроугарска
- Пољска